# The French Dispatch
The French Dispatch (bra: A Crônica Francesa; prt: Crónicas de França do Liberty, Kansas Evening Sun) é um filme de comédia dramática estadunidense, escrito e dirigido por Wes Anderson, a partir uma história escrita por Anderson, Roman Coppola, Hugo Guinness e Jason Schwartzman. O longa foca no escritório francês de um jornal fictício do estado americano do Kansas.
O filme conta com um ensemble cast composto por Benicio del Toro, Adrien Brody, Tilda Swinton, Léa Seydoux, Frances McDormand, Timothée Chalamet, Lyna Khoudri, Jeffrey Wright, Mathieu Amalric, Steve Park, Bill Murray e Owen Wilson. O elenco de apoio do filme apresenta vários colaboradores recorrentes de Wes Anderson, incluindo Liev Schreiber, Edward Norton, Willem Dafoe, Saoirse Ronan, Jason Schwartzman, Anjelica Huston, entre outros.

## Premissa
The French Dispatch tem sido descrito como "uma carta de amor aos jornalistas ambientada em um escritório de um jornal americano em uma cidade francesa fictícia do século XX" centrada em três enredos.
O filme traz à vida uma coleção de contos publicada no homônimo The French Dispatch, baseado na cidade francesa fictícia de Ennui-sur-Blasé. O filme é inspirado no amor de Wes Anderson pela revista The New Yorker, e alguns personagens e eventos decorridos no longa são baseados em histórias reais da revista. Um dos três enredos principais é centrado nos protestos de Maio de 1968, inspirado pelo artigo de Mavis Gallant "The Events in May: A Paris Notebook". Outro enredo, protagonizado por Julien Cadazio (Adrien Brody), é baseado em "The Days of Duveen", história de seis partes publicada na The New Yorker sobre o negociante de arte Joseph Duveen.
Ao ser entrevistado pela publicação francesa Charente Libre em abril de 2019, Anderson disse: "A história não é fácil de explicar, é sobre um jornalista americano radicado na França que cria sua revista. É mais um retrato desse homem, desse jornalista que luta para escrever o que quer escrever. Não é um filme sobre liberdade de imprensa, mas quando você fala de repórteres, fala também do que está acontecendo no mundo real”.

## Elenco
- Benicio del Toro como Moses Rosenthaler
- Adrien Brody como Julien Cadazio[5]
- Tilda Swinton como J. K. L. Berensen
- Léa Seydoux como Simone
- Frances McDormand como Lucinda Krementz
- Timothée Chalamet como Zeffirelli
- Lyna Khoudri como Juliette
- Jeffrey Wright como Roebuck Wright[5]
- Mathieu Amalric como Policial
- Steve Park como Tenente Nescafier
- Bill Murray como Arthur Howitzer Jr.[5]
- Owen Wilson como Herbsaint Sazerac[5]
- Liev Schreiber
- Elisabeth Moss[5]
- Edward Norton como Sequestrador
- Willem Dafoe como Prisioneiro
- Lois Smith como Upshur Clampette[5]
- Saoirse Ronan como Mulher Misteriosa
- Christoph Waltz como Boris Schommers
- Cécile de France
- Guillaume Gallienne
- Jason Schwartzman como Hermes Jones
- Tony Revolori
- Rupert Friend
- Henry Winkler[5]
- Bob Balaban[5]
- Hippolyte Girardot
- Anjelica Huston

## Produção

### Desenvolvimento
Em agosto de 2018 foi relatado que Wes Anderson iria escrever e dirigir um filme musical ambientado na França pós-Segunda Guerra Mundial. Em novembro de 2018 foi anunciado que Jeremy Dawson iria produzir o filme, com Tilda Swinton e Mathieu Amalric no elenco. Dawson também confirmou que o filme não seria um musical. Além disso, houve rumores que atores como Natalie Portman, Brad Pitt e Léa Seydoux participariam do longa-metragem. Em dezembro do mesmo ano, foi anunciado oficialmente que Anderson iria dirigir e escrever o filme, com Frances McDormand, Bill Murray, Timothée Chalamet, Benicio del Toro, e Jeffrey Wright; O papel de Léa Seydoux também foi confirmado ao lado de Swinton e Amalric, com Steven Rales produzindo sob sua empresa Indian Paintbrush. O filme será distribuído pela Fox Searchlight Pictures.
No final do mesmo mês, Lois Smith e Saoirse Ronan juntaram-se ao elenco. Em janeiro de 2019, Owen Wilson, Adrien Brody, Henry Winkler, Willem Dafoe, Bob Balaban, Steve Park, Denis Ménochet, Lyna Khoudri, Alex Lawther, Vincent Macaigne, Vincent Lacoste, Félix Moati, Benjamin Lavernhe, Guillaume Gallienne, e Cécile de France também passaram a integrar o filme. Robert Yeoman será o responsável pela cinematografia. Em fevereiro de 2019, foi anunciado que Wally Wolodarsky, Fisher Stevens, Griffin Dunne e Jason Schwartzman juntaram-se ao elenco. Em abril de 2019, Christoph Waltz, Rupert Friend e Elisabeth Moss também passaram a integrar a equipe.
Kate Winslet foi inicialmente escalada para o longa, mas saiu do projeto para ter mais tempo de preparação para seu próximo papel em Ammonite.

### Filmagens
As filmagens principais começaram em novembro de 2018 na cidade de Angoulême, no sudoeste da França, e terminaram em março de 2019. Christopher Waltz, que fez uma pequena participação no filme, gravou suas cenas em apenas dois dias.

### Divulgação
O cartaz do filme, feito por Javi Aznarez, foi revelado em 11 de fevereiro de 2020. O primeiro trailer foi divulgado no dia seguinte.

## Lançamento
Em setembro de 2019, a Searchlight Pictures adquiriu os direitos do filme. O longa-metragem estava programado para estrear no Festival de Cannes em 12 de maio de 2020 e ser lançado mundialmente em 24 de julho, mas devido à pandemia de COVID-19 o festival foi cancelado e o filme foi retirado da programação em 3 de abril de 2020. O lançamento do filme foi remarcado para 16 de outubro de 2020 antes de ser novamente retirado do calendário em 23 de julho de 2020. Atualmente o longa tem data de estreia nos cinemas em: 22 de Outubro de 2021 e participará em Julho de 2021 do Festival de Cannes